# Młodzieżowy Dom Kultury w Stargardzie

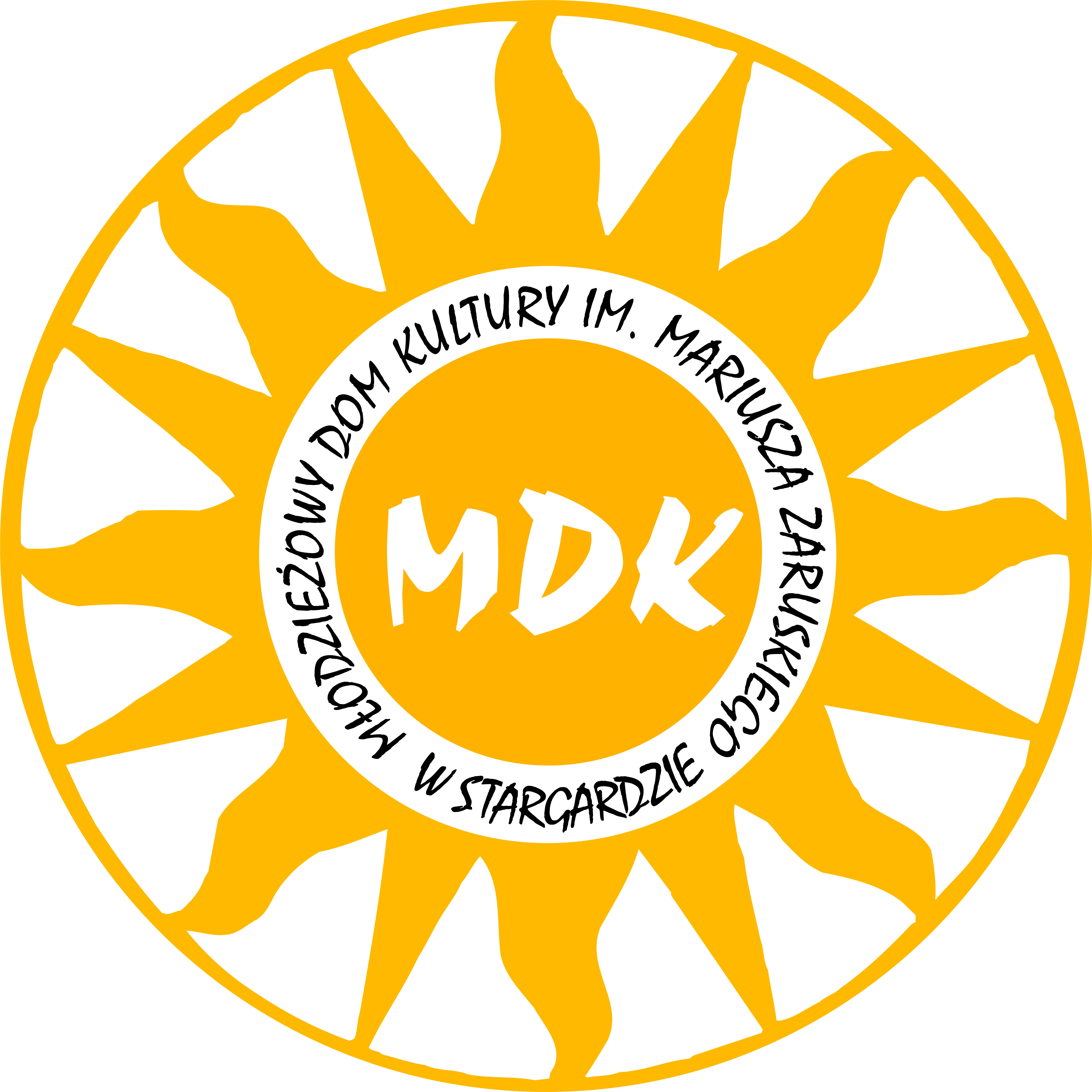
Oficjalne logo MDK Stargard.

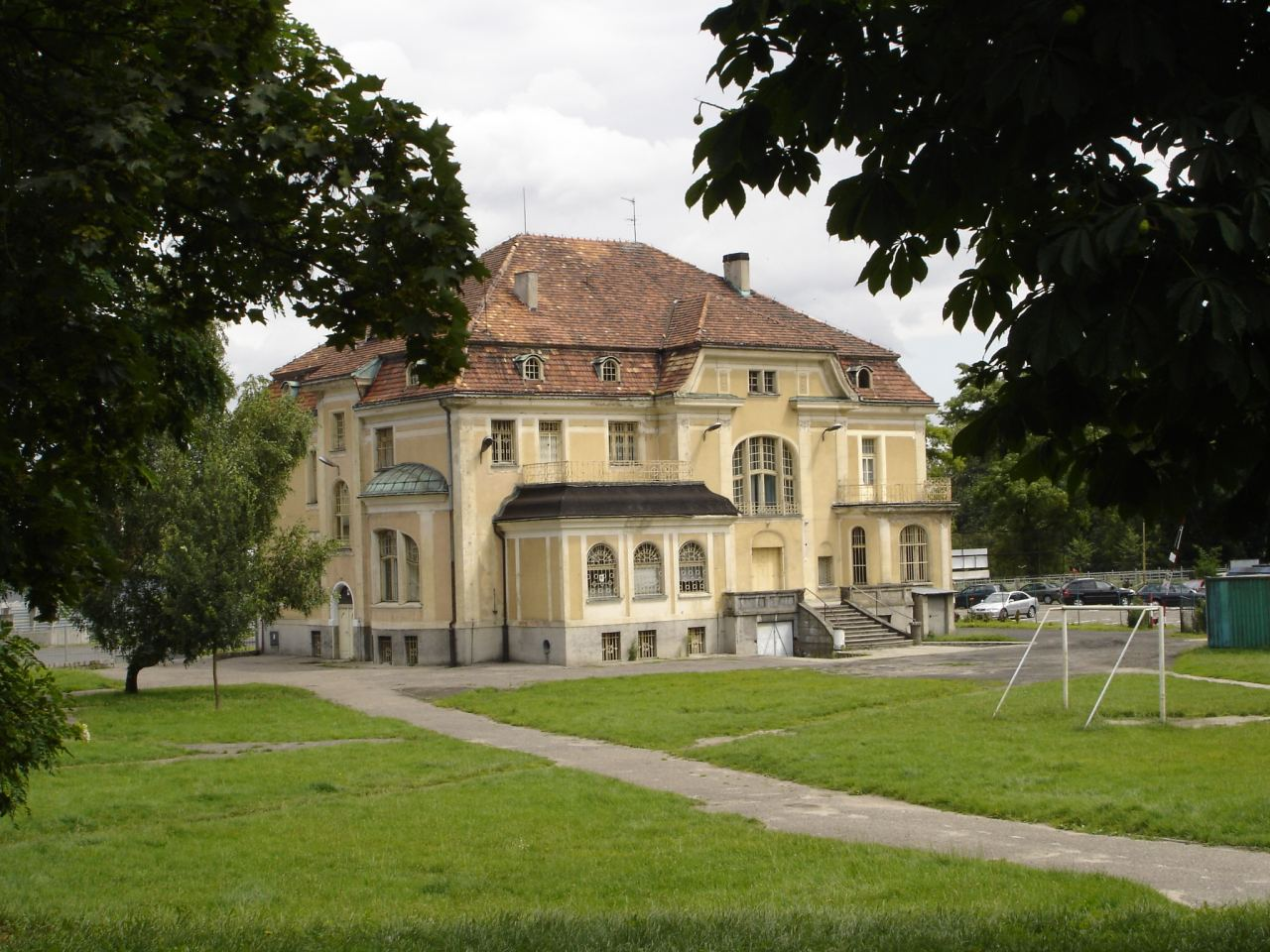

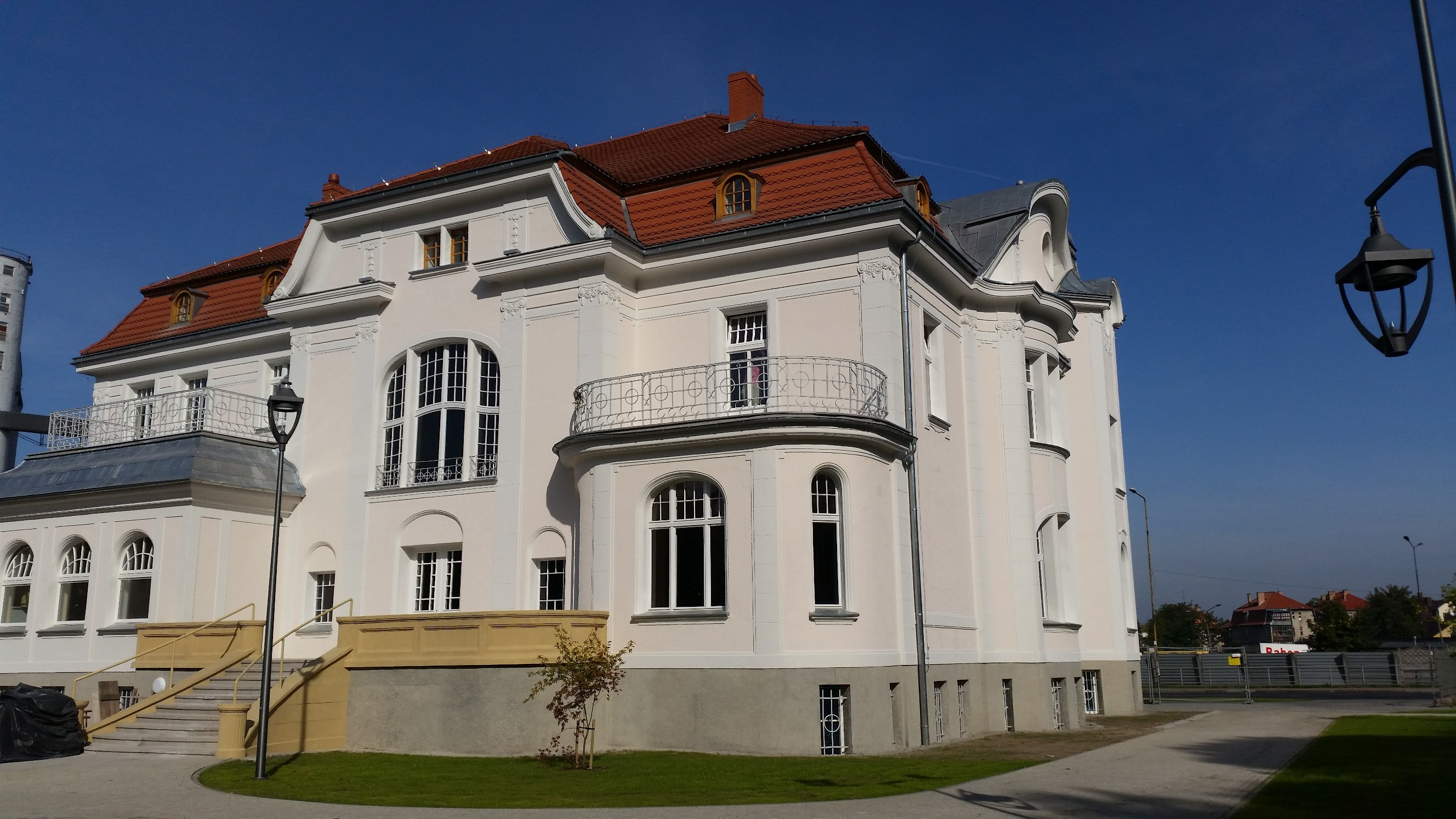
Budynek w 2015 roku.

Młodzieżowy Dom Kultury im. Mariusza Zaruskiego w Stargardzie jest placówką wychowania pozaszkolnego działającą w ramach ogólnego systemu edukacji narodowej, organizującą w czasie wolnym od nauki zajęcia wychowawczo-dydaktyczne z dziećmi i młodzieżą szkolną oraz pozaszkolną. Organem prowadzącym jest Gmina Miasto Stargard, nadzór pedagogiczny sprawuje Kurator Oświaty.

## Historia
Początki powstania Młodzieżowego Domu Kultury sięgają 1950 roku, kiedy to w strukturach Komendy Hufca w Stargardzie powstał Harcerski Ośrodek Metodyczny a w nim 12 kół zainteresowań w budynku Biblioteki Pedagogicznej, przy Bolesława Krzywoustego 1. W 1957 roku zmieniono nazwę Domu Harcerza na Dom Kultury Dzieci i Młodzieży. W 1963 roku Dom Kultury przeniesiono do znacznie większego budynku przy ul. Portowej 3, zajmowanego do dziś. W następnym roku prezydium Wojewódzkiej Rady Narodowej przekształciło DKDiM na Młodzieżowy Dom Kultury.
W czasie obchodów Milenium Państwa Polskiego z którym zbiegła się 15. rocznica powstania Młodzieżowego Domu Kultury, placówka została uhonorowana Odznaką Tysiąclecia Państwa Polskiego, Odznaką Gryfa Pomorskiego, Odznaką Chorągwianą ZHP. W 1971 Młodzieżowy Dom Kultury otrzymał za patrona gen. Mariusza Zaruskiego.
1 września 1992 roku MDK przestaje być placówką wychowania pozaszkolnego, finansowaną z budżetu państwa i został przekazany miastu, które wcieliło MDK w struktury Stargardzkiego Centrum Kultury. Po 3 latach staje się samodzielną placówką kultury gminy-miasta Stargard.

## Remont
W sierpniu 2014 roku Młodzieżowy Dom Kultury został przekazany w ręce wykonawców, którzy przez rok będą przywracali obiekt do dawnej świetności. Przebudowa i remont budynku stargardzkiego MDK znalazły się na Indykatywnej Liście Projektów Indywidualnych Regionalnego Programu Operacyjnego Województwa Zachodniopomorskiego na lata 2007-2013. Nie ma wątpliwości, że obiekt wymagał kapitalnego remontu. Ze względu na historyczny charakter budynku, wszystkie prace odbywały się będą pod okiem konserwatora zabytków. Przebudowa i remont budynku stargardzkiego MDK znalazły się na Indykatywnej Liście Projektów Indywidualnych Regionalnego Programu Operacyjnego Województwa Zachodniopomorskiego na lata 2007-2013. Zakres robót objął m.in.: prace budowlane, naprawcze i konstrukcyjne, przebudowę wnętrz, prace konserwatorskie elewacji. Całość uzupełniła wykonana iluminacja zewnętrzna obiektu oraz nowe zagospodarowanie terenu z wymianą nawierzchni i organizacją miejsc parkingowych włącznie. Wykonawcą robót była firma „Kiel-Art” ze Szczecina. Na czas przebudowy działalność MDK została przeniesiona do wielu stargardzkich placówek.

## Zajęcia
Zajęcia odbywają się w 22 pracowniach:
Akademia Przedszkolaka
Grupa Teatralna „Emigatis”
Grupa Wokalna „Layla”
Koło Malarstwa i Rysunku Satyrycznego
Koło Plastyczne „Dali”
Koło Szachowe
Plastyka dla Smyka
Pracownia Ceramiki i Rzeźby
Pracownia Grafiki Warsztatowej
Pracownia Modelarstwa Rakietowego
Pracownia nauki gry na gitarze
Pracownia nauki gry na instrumentach klawiszowych
Pracownia Rękodzieła Artystycznego
Pracownia Żeglarska
Zespół Bębnów Djembe „TAM-TAM”
Zespół Muzyczny „January”
Zespół Piosenki Dziecięcej „Rupaki”
Zespół Piosenki Literackiej „Poetica”
Zespół taneczny Aplauz
Zespół Taneczny Ekspresja
Zespół taneczny Gest
Zespół Taneczny Pasja
W strukturze MDK poza Administracją działają także: Studio Nagrań i Realizacji Dźwięku, Dział Promocji i Organizacji Imprez.

## Baza dydaktyczna
Większość pracowni MDK znajduje się w siedzibie przy ul. Portowej 3 w Stargardzie. Willa zasłużonej dla Stargardu młynarskiej Rodziny Karowów to dwukondygnacyjny Pałac, który  został zbudowany prawdopodobnie w 1926 roku. Pałac przetrwał wojnę w nienaruszonym stanie. Gmach został zaprojektowany przez właściciela pobliskiego Wielkiego Nowego Młyna, Gustawa Karowa. To perełka w stylu neorenesansowym i uważana jest za największy, najpiękniejszy i najbardziej okazały rezydencjonalny obiekt w mieście i okolicy. W rezydencji znajduje się okazała i reprezentacyjna Sala Kominkowa.
Dzisiaj Młodzieżowy Dom Kultury usytuowany jest w sąsiedztwie XV-wiecznych stargardzkich zabytków: Bramy Młyńskiej (symbolu miasta) i Baszty Białogłówki (zlokalizowanej w najstarszej części Starego Miasta). MDK otoczony jest Parkiem Bolesława Chrobrego, Aleją Słowiczą oraz Parkiem Zamkowym. 
Młodzieżowy Dom Kultury posiada także Ośrodek Wodny w Morzyczynie, nad jeziorem Miedwie. Posiada też 6 jachtów kabinowych i ponad 20 mniejszych jednostek.

## Dyrektorzy placówki
Ludwik Krajewski (1950-1985)
Michał Mokrzyc (1985-1991), zm. 2016
Jacek Kwiatek (1991-1992)
Romuald Łodyga (1995-2005)
Małgorzata Flas (2005-2006, p.o.)                          
Daniel Januchowski (2006-2008)
Elżbieta Szumska (2009-2018)
Małgorzata Flas (od 2018)